# 齐勇凯
齐勇凯（1998年11月8日—），河北唐山人，是中国残奥力量举运动员。2021年获东京残奥会男子59公斤级举重金牌。2024年巴黎残奥会，其与辜海燕共同持旗出席开幕式，于59公斤级举重比赛不敌埃及运动员穆罕默德·埃尔梅尼亚维，排名第二。